# Сынтас (Щербактинский район)
Сынтас (каз. Сынтас, до 2011 года — Северное) — село в Щербактинском районе Павлодарской области Казахстана. Расположено в 30 км к северу от районного центра — села Шарбакты и в 110 км к северо-востоку от областного центра — города Павлодара. Административный центр и единственный населённый пункт Сынтасовского сельского округа. Код КАТО — 556855100.

## История
Село Северное было основано в 1912 году на урочище Сынтас, вблизи от озера Кугала. Своё название получило, так как находилось севернее волостного центра — села Орловка.
Северное было центральной усадьбой бывшего мясо-молочного колхоза «Красный партизан», образованного в 1930 году. В 1950 году в него влились колхозы «Ушкамыс» и «Пионер»
В 2011 году село Северное было переименовано в село Сынтас, а Северный сельский округ — в Сынтасовский сельский округ

## Население
В 1985 году в селе проживало 888 человек. В 1999 году население села составляло 776 человек (382 мужчины и 394 женщины). По данным переписи 2009 года, в селе проживало 357 человек (184 мужчины и 173 женщины).